# 神出鬼没
神出鬼没（しんしゅつきぼつ）は、古代中国からの熟語。

## 概要
鬼や神のようにたちまち消えたり表れたりすることで、容易に所在が分からないことである。このことから転じて、非常にすばやく隠れたり表れたりするもののことや、そのような様のことを神出鬼没という。

### 由来
この言葉の由来は、漢の時代の中国で書かれた『淮南子』という思想書からである。これによると、用兵に長けている者の行動というのは、星が輝くように、天がめぐるように、一挙一動は前触れもなく跡も残さない。鷲の舞い、麟の走り、鳳の飛び、龍が昇る姿に似ており、動き出す姿というのは疾風のごとくであり、駆け抜ける様は稲妻のごとくである。このようなもののことを神出鬼没とされていた。これは実践における戦略というより、良い兵士とはこのようなものであるといった兵法哲学であった。